# Freie Presse (Bielefeld)
Die Freie Presse war eine regionale Tageszeitung für Westfalen aus Bielefeld.
Sie ging aus der Zeitung Volkswacht hervor, die 1890 in Bielefeld von der sozialdemokratischen Arbeiterbewegung gegründet wurde und für die auch Ernst Reuter schrieb. Im Frühjahr 1933 wurde die Volkswacht verboten. Emil Groß, der damalige Chefredakteur, ging ins Exil nach Amsterdam und brachte während der Zeit des Nationalsozialismus das Wochenblatt Freie Presse heraus.
Nach dem Krieg erhielt Emil Groß von der englischen Besatzung die Lizenz zur Herausgabe der Freien Presse. Am 3. April 1946 erschien die Freie Presse zum ersten Mal wieder mit Carl Severing als Chefredakteur. Die Zeitung erreichte in den 1950er Jahren eine Auflage von über 90.000 Exemplaren. Dies war deutlich mehr als die Konkurrenz der Westfälischen Zeitung und des Westfalen-Blattes. 1967 fusionierte sie mit der Westfälischen Zeitung zur Neuen Westfälischen.
Bei der Freien Presse absolvierten in den 1950er und 1960er Jahren die späteren Intendanten des Westdeutschen Rundfunks Friedrich Nowottny und Fritz Pleitgen ihr Journalistik-Volontariat. Darüber hinaus volontierte der spätere ARD-Korrespondent und WDR-Fernsehdirektor Harald Brand bei der Freien Presse, ebenso wie der ZDF-Fernsehjournalist und Mitbegründer des Auslandsjournals Uwe Kröger. Der spätere NDR-Chefredakteur und -Programmchef Jürgen Kellermeier war bei der Freien Presse politischer Redakteur.